# موسونية شمالية
موسونية شمالية (الاسم العلمي:Moussonia septentrionalis) هي نوع من النباتات تتبع جنس الموسونية من الفصيلة الغزنرية.